# Мяэ, Эпп
Эпп Мяэ (эст. Epp Mäe, род. 2 апреля 1992, Раквере) — эстонская спортсменка, борец вольного стиля, чемпионка Европы 2021 года, призёр чемпионатов мира и Европы. Бронзовый призёр Европейских игр 2019 года. Участница летних Олимпийских игр 2016 года и 2020 года.

## Биография
В 2015 году на чемпионате планеты в США она стала бронзовой призёром в весовой категории до 75 кг. В этом же году принимала участие в I Европейских играх в Баку.   
На летних Олимпийских играх в Бразилии она выступила в весовой категории до 75 кг. Уступила в первом поединке китайской спортсменке Чжан Фэнлю.
В 2017 году в Сербии стала третьей в весовой категории до 75 кг и завоевала бронзовую медаль чемпионата Европы.
В Минске, на Европейских играх, в июне 2019 года, она завоевала бронзовую медаль турнира. 
На предолимпийском чемпионате мира в Казахстане в 2019 году в весовой категории до 76 кг, Мяэ завоевала бронзовую медаль повторив свой успех на мировых чемпионатах.
На чемпионате Европы 2021 года, который проходил в апреле в Варшаве, в весовой категории до 76 кг, эстонская спортсменка завоевала золотую медаль и впервые в карьере стала чемпионкой континента.
На чемпионате мира 2021 года, который состоялся в норвежской столице в городе Осло, эстонская спортсменка завоевала серебряную медаль. В финале она уступила спортсменке из США Аделайн Грей.
На чемпионате Европы 2022 года, который проходил в марте в Будапеште, в весовой категории до 76 кг, эстонская спортсменка завоевала серебряную медаль .На чемпионате мира 2022 года, который состоялся в Белграде, завоевала бронзовую медаль.

## Награды
- 2015 — лучшая спортсменка Эстонии
- 2015 — лучшая спортсменка Таллина[4][5]
- 2025 — Медаль Эстонского олимпийского комитета[6]

## Семья
В начале июня 2025 года родила сына.